# Shiragaia
Shiragaia là một chi nhện trong họ Gnaphosidae.